# Il mio piccolo amore
Il mio piccolo amore (南くんの恋人?, Minami-kun no koibito) è una serie televisiva giapponese del 2015, distribuita internazionalmente da Netflix in edizione sottotitolata, tratta dal manga del 1986 La fidanzata di Minami (南くんの恋人?, Minami-kun no koibito), scritto e disegnato da Shungiku Uchida e già precedentemente trasposto in tre differenti adattamenti live action per la TV, nel 1990, nel 1994 e nel 2004.